# Rode stekelster
De rode stekelster (Protoreaster linckii) is een zeester uit de familie Oreasteridae.
De wetenschappelijke naam van de soort werd in 1830 gepubliceerd door Henri Marie Ducrotay de Blainville. De Blainville gaf zelf geen beschrijving maar verwees naar het werk "De Stellis marinis" uit 1733 van Johann Heinrich Linck de oudere, plaat 7, nummer 8. De naam wordt in de literatuur vrijwel constant als lincki opgevoerd maar bij onduidelijkheid over de spelling is die in de protoloog doorslaggevend.
De soort komt voor in de Indische en Grote Oceaan. Hij kan een doorsnee bereiken van 30 cm. De soort voedt zich met kreeftachtigen, weekdieren, slakken, vissen en stekelhuidigen.

## Synoniemen
- Pentaceros muricatus Gray, 1840 (synoniem volgens Döderlein, 1936)
- Oreaster reinhartdi Lütken, 1865[3] (synoniem volgens Döderlein, 1916)